# من دیوانه‌ام (فیلم ۲۰۱۳)
من دیوانه‌ام (به هندی: Deewana Main Deewana) و (به انگلیسی: Obsessed, I'm Obsessed) فیلمی هندی محصول سال ۲۰۱۳ و به کارگردانی کی.سی. بوکادیا است. در این فیلم بازیگرانی همچون گوویندا، پریانکا چوپرا، قادرخان، هیمانی شیوپوری، پریم چوپرا، جانی لور، شاکتی کاپور و شارات ساکسنا ایفای نقش کرده‌اند.